# Marat Satybałdijew
Marat Satybałdijew (ros. Марат Сатыбалдиев, ur. 22 kwietnia 1962) – radziecki i kazachski kolarz torowy srebrny medalista torowych mistrzostw świata.

## Kariera
Największym sukcesem w karierze Marata Satybałdijewa jest zdobycie złotego medalu w wyścigu punktowym amatorów podczas rozgrywanych w 1989 roku mistrzostw świata w Lyonie. W wyścigu tym Satybałdijew bezpośrednio wyprzedził Włocha Fabio Baldato oraz Holendra Leo Peelena. Ponadto trzykrotnie zdobywał medale torowych mistrzostw kraju, przy czym w 1988 roku był najlepszy w madisonie, a w 1989 roku zwyciężył w wyścigu punktowym. Nigdy jednak nie brał udziału w igrzyskach olimpijskich.